# 大河内温泉
大河内温泉（おおかわちおんせん／おおこうちおんせん）は、山口県下関市豊浦町にある温泉。

## 泉質
単純温泉（アルカリ性単純温泉）
- 源泉名「山本3号泉」（いのゆ）　温度33.8℃　P.H値9.5

かつて営業していた平田旅館の源泉かけ流し風呂は日本温泉遺産を守る会により温泉遺産に認定されていた。

## 周辺環境
日帰り入浴施設の「いのゆ」（2003年開業）で入浴可能で、飲泉もできる。近郊には真言宗の古刹狗瑠孫山修禅寺がある。

## 歴史
天保10年(1839年)に田の中から冷泉を発見したのが始まりという。本格的な浴場の営業は、明治8年（1875年）に田村善右衛門という者がここに浴場を開いたのが始まりといい、明治32年（1899年）に医治効用があることを認められ、明治34年（1901年）に浴場を開いた。善右衛門の子・森太郎は黒瓦葺きの二階建てを建築し、浪曲師なども呼んで繁盛したが、交通機関が未整備のため浴客が増えず、大正13年（1924）に営業を受け継いだ山本一江は不景気のため営業を打ち切り、家屋も取り壊した。それから2年後、平田幾太郎が怪我のため五右衛門風呂で湯を沸かし治療したことが付近に広まり、再び湯治客が増え、昭和7年（1932年）に「平田旅館」が開業した。昭和39年（1964年）に本格的な温泉の掘削を行い湯量が増え、昭和40年代には「大河内山荘」「山乃湯旅館」の二軒の旅館が開業した（2018年末現在ともに閉業）。平成14年（2002年）に新たな温泉の掘削を行い、日帰り入浴施設の「いのゆ」が開館した。2020年1月に「平田旅館」が閉業し、入浴施設は「いのゆ」1軒のみとなった。

## アクセス
- JR山陰本線湯玉駅からタクシーで10分
- バス停「大河内温泉前」で下車